# Sopsug

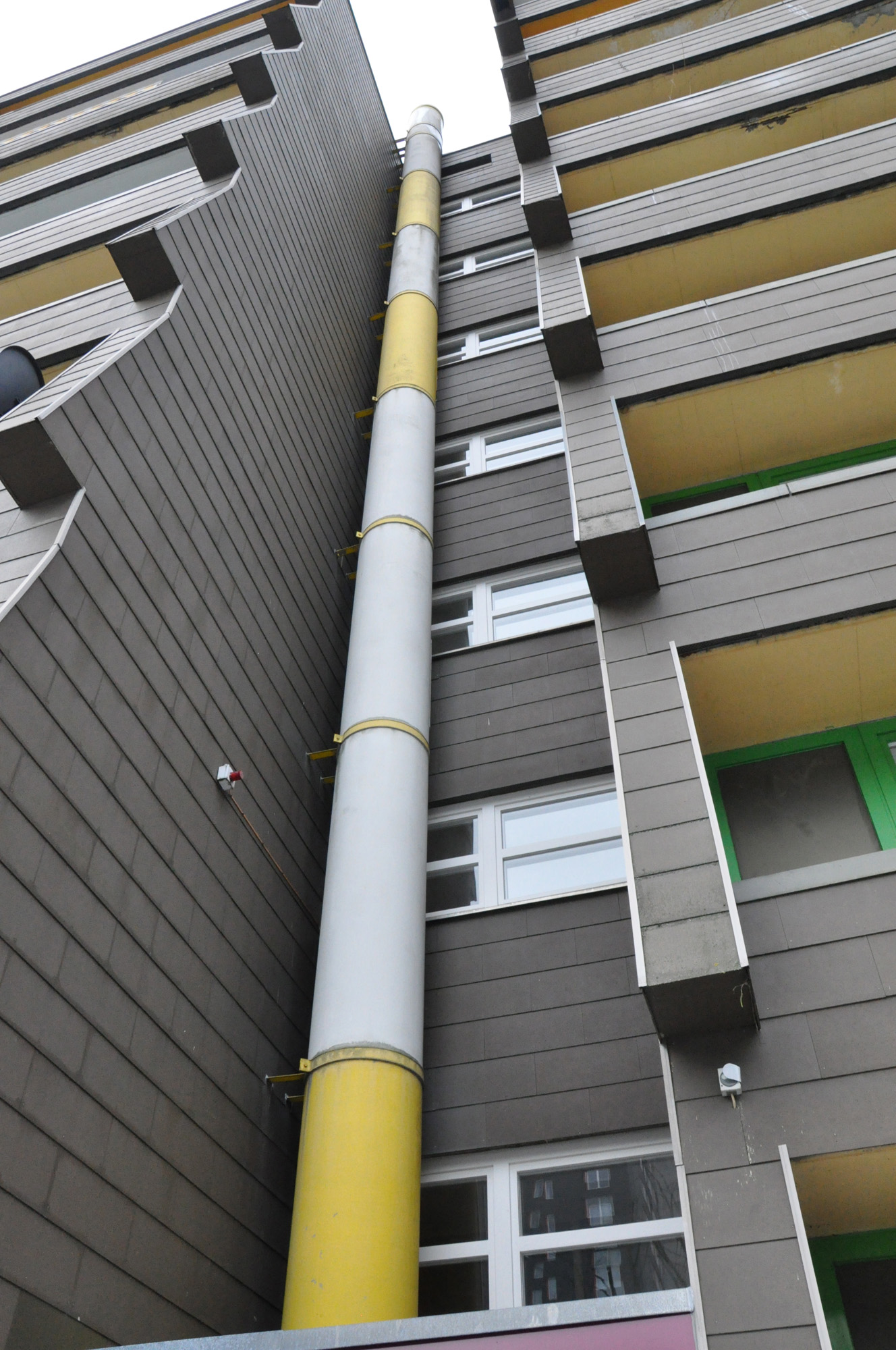
Röret till en sopsug på ett hus i Heidelberg.

En sopsug är en anordning för hushållens avfallshantering.  Sopsugstekniken uppfanns av ett svenskt företag, Centralsug (numera Envac), redan i början av 1960-talet. Idag (2009) finns sopsugsanläggningar installerade i de flesta större städer i Norden och i många städer världen över. 
Sopsugen fungerar så att man kastar sina sopor i ett sopnedkast, varpå soporna sugs eller trycks med pneumatik och transporteras i rör fram till en container.
Det finns idag två typer av sopsugssystem. Det första är uppbyggt med ett fläktsystem som transporterar ("suger") soporna från sopnedkast till container med rör i dimensionen 400–500 mm. Jumeira Beach Residence i Dubai är ett av många bostadsområden som använder den här tekniken. Det andra systemet har en komprimeringsenhet som komprimerar soporna och sedan använder pneumatisk kraft från tryckluftstankar för att transportera dem till containern. Rördimensionen för komprimerande sopsug är 180 mm i diameter. Höghuset Turning Torso i Malmö är ett känt exempel på boende som använder komprimerande sopsug.